# Saison 11 de La France a un incroyable talent
 (janvier 2022).
Si vous disposez d'ouvrages ou d'articles de référence ou si vous connaissez des sites web de qualité traitant du thème abordé ici, merci de compléter l'article en donnant les références utiles à sa vérifiabilité et en les liant à la section « Notes et références ».
 (janvier 2022).
- Si vous ne connaissez pas le sujet, laissez ce bandeau (vous pouvez alors contacter les auteurs).
- Si vous supprimez le contenu mis en cause (vous pouvez préalablement contacter les auteurs),

argumentez précisément cette suppression dans la page de discussion
(un manque de référence n'est pas un argument ; une recherche réelle de référence doit avoir été effectuée, être formellement documentée).
La onzième saison de La France a un incroyable talent, émission française de divertissement, est diffusée tous les mardis du 25 octobre 2016 au 13 décembre 2016 sur M6 de 20 h 50 à 22 h 50.

## Présentateur et jury
Le jury de la saison 11 est identique à celui de la saison 10. Il est composé de Gilbert Rozon présent depuis la première saison, d'Éric Antoine, Kamel Ouali et Hélène Ségara. David Ginola reprend les rênes de l'émission à la suite du départ de Alex Goude de M6.
Le 29 novembre 2016, pour la 1re demi-finale, la chanteuse Tal rejoint le jury.
Le 6 décembre 2016, pour la 2de demi-finale, le chanteur Dave rejoint le jury

## Émissions

### Qualifications
Nouvelle règle depuis la saison 9 d’Incroyable talent : le "golden buzzer", activé par l'un des jurés, envoie directement le candidat en finale. Durant la saison 9 et 10, il n'envoyait qu'en demi-finale.

#### Émission 1: 25 octobre 2016
| Ordre                             | Nom (âge)                         | Numéro                            | Buzz et choix du jury | Buzz et choix du jury | Buzz et choix du jury | Buzz et choix du jury | Résultat          |
| Ordre                             | Nom (âge)                         | Numéro                            | Gilbert               | Hélène                | Kamel                 | Éric                  | Résultat          |
| --------------------------------- | --------------------------------- | --------------------------------- | --------------------- | --------------------- | --------------------- | --------------------- | ----------------- |
| 1                                 | Florent (22 ans)                  | Danse avec des drones             |                       |                       |                       |                       | Qualifié          |
| 2                                 | Kenny Thomas (22 ans)             | Cascade en moto                   |                       |                       |                       |                       | Qualifié          |
| 3                                 | Louane et Matéo (9 et 10 ans)     | Danse                             | refusé                |                       | refusé                | refusé                | Qualifiés         |
| 4                                 | Gwen Ar Born et Yann              | Guitare, chant et bodhran         | refusé                | refusé                | refusé                | refusé                | Éliminés          |
| 5                                 | Clément (28 ans)                  | Striptease et cyclisme            | refusé                | refusé                | refusé                | refusé                | Éliminé           |
| 6                                 | Els (50 ans)                      | Chant et pole dance               |                       |                       |                       |                       | Éliminée          |
| 7                                 | Ben (28 ans)                      | Magie                             | refusé                | refusé                | refusé                |                       | Qualifié          |
| 8                                 | Diana Antoine (50 ans)            | Dressage                          |                       |                       |                       |                       | Qualifiée         |
| 9                                 | Jeff Tapir (49 ans)               | Poésie                            |                       |                       |                       |                       | Éliminé           |
| 10                                | Faces of Disco (37 ans)           | Danse                             | refusé                | refusé                | refusé                | refusé                | Éliminés          |
| 11                                | Mickaël (21 ans)                  | Chant et guitare                  | refusé                |                       | refusé                | accepté               | Qualifié (Finale) |
| 12                                | Footstyle (22 à 26 ans)           | Football                          |                       |                       |                       |                       | Qualifiés         |
| 13                                | Elgarrekin (35 à 57 ans)          | Force                             |                       |                       |                       |                       | Éliminés          |
| 14                                | Les Boylesques (24 à 37 ans)      | Danse                             | refusé                |                       |                       |                       | Éliminés          |
| 15                                | Les Bunheads (22 et 28 ans)       | Danse humoristique                |                       |                       |                       |                       | Qualifiées        |
| 16                                | Mathieu et Myriam (29 et 28 ans)  | Patin à roulettes                 |                       |                       |                       |                       | Qualifiés         |
| Nombre de buzz par membre du jury | Nombre de buzz par membre du jury | Nombre de buzz par membre du jury | 7 buzzs               | 4 buzzs               | 6 buzzs               | 4 buzzs               | 21 buzz / 64      |

#### Émission 2:1ernovembre2016
| Ordre                             | Nom (âge)                                         | Numéro                                | Buzz et choix du jury | Buzz et choix du jury | Buzz et choix du jury | Buzz et choix du jury | Résultat          |
| Ordre                             | Nom (âge)                                         | Numéro                                | Gilbert               | Hélène                | Kamel                 | Éric                  | Résultat          |
| --------------------------------- | ------------------------------------------------- | ------------------------------------- | --------------------- | --------------------- | --------------------- | --------------------- | ----------------- |
| 1                                 | Les French Twins (20 ans)                         | Magie avec technologies numériques    |                       |                       |                       |                       | Qualifiés         |
| 2                                 | Showproject (22 à 34 ans)                         | Trapèze                               |                       |                       |                       |                       | Qualifiés         |
| 3                                 | Jean-Claude (66 ans)                              | Danse RnB                             | refusé                | refusé                | refusé                | refusé                | Éliminé           |
| 4                                 | Aliènette (25 ans)                                | Chant                                 |                       |                       |                       |                       | Qualifiée         |
| 5                                 | Team Jump (27 à 42 ans)                           | Trampoline                            | refusé                |                       | refusé                | refusé                | Éliminés          |
| 6                                 | Benjamin Linares (35 ans)                         | Brise de glace avec aiguilles         | refusé                |                       |                       |                       | Éliminé           |
| 7                                 | Morgane et Adrien (23 ans)                        | Danse et musculation                  | refusé                | refusé                | refusé                | refusé                | Éliminés          |
| 8                                 | Paddy & Nico (82 et 42 ans)                       | Danse salsa                           |                       |                       |                       |                       | Qualifiés         |
| 9                                 | Saulo (28 ans)                                    | Mât pendulaire                        |                       | accepté               |                       |                       | Qualifié (Finale) |
| 10                                | Ourco (48 ans)                                    | Wave danse                            | refusé                | refusé                | refusé                |                       | Qualifié          |
| 11                                | Duo Krystal (18 et 20 ans)                        | Gym acrobatique                       |                       |                       |                       |                       | Qualifiés         |
| 12                                | Michael Lee (20 ans)                              | Vapotage                              |                       |                       |                       |                       | Qualifié          |
| 13                                | Crazy Cover (22 à 25 ans)                         | Imitation de styles de musique divers |                       |                       |                       |                       | Qualifiés         |
| 14                                | Christophe et ses mystérieuses coiffures (39 ans) | Coiffure                              | refusé                |                       |                       |                       | Éliminé           |
| 15                                | Emeraude et Emmanuel (26 et 24 ans)               | Danse médiévale                       | refusé                | refusé                | refusé                |                       | Éliminés          |
| 16                                | David Silver (37 ans)                             | Magie                                 |                       |                       |                       |                       | Qualifié          |
| 17                                | Malevo (19 à 37 ans)                              | Percussions, danse                    |                       |                       |                       |                       | Qualifiés         |
| Nombre de buzz par membre du jury | Nombre de buzz par membre du jury                 | Nombre de buzz par membre du jury     | 7 buzz                | 4 buzz                | 5 buzz                | 3 buzz                | 19 buzz / 68      |

#### Émission 3: 8 novembre 2016
| Ordre                             | Nom (âge)                              | Numéro                            | Buzz et choix du jury | Buzz et choix du jury | Buzz et choix du jury | Buzz et choix du jury | Résultat           |
| Ordre                             | Nom (âge)                              | Numéro                            | Gilbert               | Hélène                | Kamel                 | Éric                  | Résultat           |
| --------------------------------- | -------------------------------------- | --------------------------------- | --------------------- | --------------------- | --------------------- | --------------------- | ------------------ |
| 1                                 | Mario Espanol (22 ans)                 | Danse, Acrobatie                  |                       |                       |                       |                       | Qualifié           |
| 2                                 | Simon (11 ans)                         | Magie                             |                       |                       |                       |                       | Qualifié           |
| 3                                 | Joan/Maya (28 ans)                     | Danse humoristique                | refusé                |                       |                       |                       | Éliminé            |
| 4                                 | Daav (40 ans)                          | Jeux de mots                      | refusé                |                       |                       |                       | Éliminé            |
| 5                                 | Léa (14 ans)                           | Chant lyrique                     | accepté               |                       |                       |                       | Qualifiée (Finale) |
| 6                                 | Esteban (13 ans)                       | Twirling bâton                    |                       |                       |                       |                       | Qualifié           |
| 7                                 | Keelin Ashton (30 ans)                 | Pole dance                        | refusé                |                       |                       |                       | Qualifiée          |
| 8                                 | Jonathan Burns (34 ans)                | Contorsion, humour                |                       |                       |                       |                       | Qualifié           |
| 9                                 | Tony Frebourg (34 ans)                 | Diabolo                           |                       |                       |                       |                       | Qualifié           |
| 10                                | Reverse (27 à 30 ans)                  | Danse                             | refusé                |                       |                       |                       | Éliminés           |
| 11                                | Chantaloisir (20 à 70 ans)             | Chant                             | refusé                |                       | refusé                |                       | Éliminés           |
| 12                                | Aaron Crow (48 ans)                    | Actions dangereuses               |                       |                       |                       |                       | Qualifié           |
| 13                                | Louis (25 ans)                         | Chant                             |                       |                       |                       |                       | Éliminé            |
| 14                                | Fabulous Russella (30 ans)             | Humour                            | refusé                |                       |                       |                       | Éliminée           |
| 15                                | Antonio (42 ans)                       | Close-up                          |                       |                       |                       |                       | Qualifié           |
| 16                                | Jamylla et les Bi-Bouches (5 à 34 ans) | Rap                               |                       |                       |                       |                       | Qualifiés          |
| Nombre de buzz par membre du jury | Nombre de buzz par membre du jury      | Nombre de buzz par membre du jury | 6 buzz                | 0 buzz                | 1 buzz                | 0 buzz                | 7 buzz / 64        |

#### Émission 4: 15 novembre 2016
| Ordre                             | Nom (âge)                         | Numéro                            | Buzz et choix du jury | Buzz et choix du jury | Buzz et choix du jury | Buzz et choix du jury | Résultat           |
| Ordre                             | Nom (âge)                         | Numéro                            | Gilbert               | Hélène                | Kamel                 | Éric                  | Résultat           |
| --------------------------------- | --------------------------------- | --------------------------------- | --------------------- | --------------------- | --------------------- | --------------------- | ------------------ |
| 1                                 | Barcode Trio (26 et 29 ans)       | Barre russe                       |                       |                       |                       |                       | Qualifiés          |
| 2                                 | Ahmed (51 ans)                    | Cassage d’œufs avec la tête       | refusé                |                       |                       |                       | Éliminé            |
| 3                                 | Yanel et Diane (26 et 29 ans)     | Équilibrisme sur rouleau          |                       |                       |                       |                       | Éliminés           |
| 4                                 | Franck Truong(44 ans)             | Mentalisme                        |                       |                       |                       |                       | Qualifié           |
| 5                                 | Lara et Marie (9 ans et 11 ans)   | Chant                             | refusé                |                       |                       |                       | Éliminées          |
| 6                                 | Nathan Faure-Vincent (20 ans)     | Slackline                         | refusé                |                       |                       |                       | Qualifié           |
| 7                                 | Human's (16 à 31 ans)             | Danse                             |                       |                       |                       |                       | Qualifiés          |
| 8                                 | Jessie et Vivien (24 et 26 ans)   | Danse et tricking                 |                       |                       | accepté               |                       | Qualifiés (Finale) |
| 9                                 | Freeladderman (40 ans)            | Équilibrisme sur échelle          |                       |                       |                       |                       | Qualifié           |
| 10                                | Steevy Djobijoba (42 ans)         | Danse sur jingle pub & Humour     | refusé                |                       |                       |                       | Qualifié           |
| 11                                | François 1er (49 ans)             | Magicien et Humour                | refusé                | refusé                | refusé                | refusé                | Éliminé            |
| 12                                | Mama Lou (36 ans)                 | Force                             | refusé                |                       |                       |                       | Qualifiée          |
| 13                                | Hugo & Anaïs Jard (13 et 11 ans)  | Danse                             |                       |                       |                       |                       | Qualifiés          |
| 14                                | Gabriella (45 ans)                | Chant lyrique, humour             |                       |                       |                       |                       | Qualifiée          |
| 15                                | Gator (34 ans)                    | Danse                             |                       |                       |                       |                       | Qualifié           |
| 16                                | Mr Methane (50 ans)               | Musique de pet                    |                       | refusé                |                       |                       | Éliminé            |
| 17                                | Pierrot Buto (37 ans)             | Danse & Acrobatie                 |                       |                       |                       |                       | Qualifié           |
| Nombre de buzz par membre du jury | Nombre de buzz par membre du jury | Nombre de buzz par membre du jury | 7 buzz                | 2 buzz                | 1 buzz                | 1 buzz                | 10 buzz / 68       |

#### Émission 5: 22 novembre 2016
| Ordre                             | Nom (âge)                         | Numéro                            | Buzz du jury | Buzz du jury | Buzz du jury | Buzz du jury | Résultat     |
| Ordre                             | Nom (âge)                         | Numéro                            | Gilbert      | Hélène       | Kamel        | Éric         | Résultat     |
| --------------------------------- | --------------------------------- | --------------------------------- | ------------ | ------------ | ------------ | ------------ | ------------ |
| 1                                 | Emily                             | Chant                             |              |              |              |              | Qualifiée    |
| 2                                 | Ako et Taka                       | Chant, musique                    | refusé       | refusé       | refusé       | refusé       | Éliminés     |
| 3                                 | Elysha                            | Danse                             |              |              |              |              | Qualifiée    |
| 4                                 | Team France Aérobic               | Danse aérobic                     | refusé       |              |              |              | Qualifiés    |
| 5                                 | Les frères Bubble (48 ans)        | Bulles                            | refusé       | refusé       | refusé       | refusé       | Éliminés     |
| 6                                 | Fabienne (43 ans)                 | Danse                             |              |              |              |              | Qualifiée    |
| 7                                 | ElectricMan (59 ans)              | Electricité, actions dangereuses  |              |              |              |              | Qualifié     |
| 8                                 | Jimmy Freeman (49 ans)            | Chant, danse                      | refusé       | refusé       | refusé       | refusé       | Éliminé      |
| 9                                 | Blake Eduardo (36 ans)            | Magie                             |              |              |              |              | Qualifié     |
| 10                                | HypnoTeam (25 à 36 ans)           | Hypnose                           |              |              |              |              | Qualifié     |
| 11                                | Élégance vocale - Parité mon cul  | Chant, humour                     |              |              |              |              | Qualifiés    |
| 12                                | Bats et Taylor                    | Danse, contorsion                 | refusé       |              |              |              | Qualifiés    |
| 13                                | Bandas phacochères                | Musique de rue                    | refusé       |              | refusé       |              | Éliminés     |
| 14                                | Jack'magic et Misstinguet         | Numéro avec animal                | refusé       |              | refusé       |              | Éliminés     |
| 15                                | Ivan Radev (39 ans)               | Jonglerie                         |              |              |              |              | Qualifié     |
| 16                                | Peter & Bambi                     | Humour                            | refusé       | refusé       |              |              | Qualifiés    |
| 17                                | Acro Girl'z (11 à 23 ans)         | Acrobatie                         | refusé       |              |              |              | Qualifiés    |
| 18                                | Cut Throat Freak Show             | Actions dangereuses               |              | refusé       |              |              | Qualifiés    |
| Nombre de buzz par membre du jury | Nombre de buzz par membre du jury | Nombre de buzz par membre du jury | 9 buzz       | 5 buzz       | 5 buzz       | 3 buzz       | 22 buzz / 72 |

### Demi-finales et finale

#### Demi-finalistes et finalistes
| Légende | Vainqueur | Deuxième | Troisième | Top 5 | Finaliste | Golden buzzer (qualifications) | Golden buzzer (demi-finales) |

| Nom                      | Âge     | Genre       | Numéro                                | Demi-finale | Résultat                                           |
| ------------------------ | ------- | ----------- | ------------------------------------- | ----------- | -------------------------------------------------- |
| Antonio                  | 42      | Magie       | Magie                                 | 1           | Vainqueur                                          |
| Mickaël Dos Santos       | 21      | Chant       | Chant & guitare                       |             | Deuxième (golden buzzer (Éric) qualifications)     |
| Aliènette                | 25      | Chant       | Chant                                 | 2           | Troisième                                          |
| Kenny Thomas             | 21      | Cascade     | Cascade en moto                       | 1           | Quatrième                                          |
| Jessie & Vivien          | 24 & 26 | Danse       | Danse & tricking                      |             | Cinquième (golden buzzer (Kamel) qualifications)   |
| Barcode Trio             | 26 & 29 | Acrobaties  | Barre russe                           | 1           | Finalistes (choisi par le jury)                    |
| Gator                    | 34      | Danse       | Danse                                 | 2           | Finaliste (choisi par le jury)                     |
| Léa                      | 14      | Chant       | Chant lyrique                         |             | Finaliste (golden buzzer (Gilbert) qualifications) |
| Les French Twins         | 20      | Magie       | Magie avec technologies numériques    | 2           | Finaliste (choisi par le jury)                     |
| Mario Espanol            | 22      | Acrobaties  | Danse & acrobatie                     | 2           | Finaliste (golden buzzer (Dave) demi-finales)      |
| Nathan Faure-Vincent     | 20      | Acrobaties  | Slackline                             | 1           | Finaliste (golden buzzer (Tal) demi-finales)       |
| Saulo Sarmiento          | 28      | Acrobaties  | Mât pendulaire                        |             | Finaliste (golden buzzer (Hélène) qualifications)  |
| Aaron Crow               | 48      | Danger      | Actions dangereuses                   | 2           | Éliminé                                            |
| Bats & Taylor            | 20 & 25 | Gymnastique | Contorsion & danse                    | 1           | Éliminés                                           |
| Ben Rose                 | 28      | Magie       | Magie                                 | 1           | Éliminé                                            |
| Blake Eduardo            | 36      | Magie       | Magie                                 | 1           | Éliminé                                            |
| Cirque la Compagnie      | 23-26   | Acrobaties  | Planche coréenne & mât chinois        | 2           | Éliminés                                           |
| Crazy Cover              | 22-25   | Chant       | Imitation de styles de musique divers | 1           | Éliminés                                           |
| Diana Antoine            | 50      | Animal      | Dressage de crocodiles                | 1           | Éliminée                                           |
| Emily                    | 15      | Chant       | Chant                                 | 1           | Éliminée                                           |
| Fabienne Haustant        | 43      | Danse       | Danse                                 | 1           | Éliminée                                           |
| Florent / Flying Bebop   | 22      | Danse       | Danse avec des drones                 | 1           | Éliminé                                            |
| Footstyle                | 22-26   | Jonglerie   | Football freestyle                    | 2           | Éliminés                                           |
| Franck Truong            | 44      | Magie       | Mentalisme                            | 2           | Éliminé                                            |
| Freeladderman            | 40      | Acrobaties  | Équilibrisme sur échelle              | 1           | Éliminé                                            |
| Gabriella Zanchi         | 45      | Chant       | Chant lyrique                         | 2           | Éliminée                                           |
| Hugo & Anaïs Jard        | 13 & 11 | Danse       | Danse                                 | 1           | Éliminés                                           |
| Human's                  | 16-31   | Danse       | Danse                                 | 1           | Éliminés                                           |
| Hypnoteam                | 25-36   | Variété     | Hypnose                               | 2           | Éliminés                                           |
| Ivan Radev               | 39      | Jonglerie   | Jonglage avec des ballons             | 1           | Éliminé                                            |
| Jamylla & les Bi-Bouches | 5-34    | Chant       | Rap                                   | 2           | Éliminés                                           |
| Jonathan Burns           | 34      | Comédie     | Contorsion & humour                   | 2           | Éliminé                                            |
| Keelin Ashton            | 30      | Danse       | Pole dance                            | 2           | Éliminée                                           |
| Les Bunheads             | 22 & 28 | Comédie     | Danse humoristique                    | 2           | Éliminées                                          |
| Louane & Matéo           | 9 & 10  | Danse       | Danse                                 | 2           | Éliminés                                           |
| Malevo                   | 19-37   | Variété     | Percussion & danse                    | 2           | Éliminés                                           |
| Michael Lee              | 20      | Variété     | Vapotage                              | 1           | Éliminé                                            |
| Paddy & Nico             | 82 & 42 | Danse       | Salsa acrobatique                     | 2           | Éliminés                                           |
| Parité mon Q             | 25-49   | Comédie     | Chant & humour                        | 1           | Éliminés                                           |
| Peter & Bambi            | 37      | Comédie     | Humour                                | 1           | Éliminés                                           |
| Pierrot Buto             | 37      | Danse       | Danse & acrobatie                     | 2           | Éliminé                                            |
| Simon                    | 10      | Magie       | Magie                                 | 2           | Éliminé                                            |
| Steevy Djobijoba         | 42      | Comédie     | Danse & humour                        | 1           | Éliminé                                            |
| Tony Frebourg            | 34      | Jonglerie   | Diabolo                               | 2           | Éliminé                                            |

#### 1redemi-finale: 29 novembre 2016
Tal est une juge invitée mais n'a pas le droit de buzzer sauf le golden buzzer
| Ordre | Nom (âge)                       | Numéro                                | Buzz et choix du jury | Buzz et choix du jury | Buzz et choix du jury | Buzz et choix du jury | Buzz et choix du jury | Résultat                 |
| Ordre | Nom (âge)                       | Numéro                                | Gilbert               | Hélène                | Tal                   | Kamel                 | Éric                  | Résultat                 |
| ----- | ------------------------------- | ------------------------------------- | --------------------- | --------------------- | --------------------- | --------------------- | --------------------- | ------------------------ |
| 1     | Ben (28 ans)                    | Magie                                 |                       |                       |                       |                       |                       | Éliminé                  |
| 2     | Florent / Flying Bebop (22 ans) | Danse avec des drones                 | refusé                |                       |                       |                       |                       | Éliminé                  |
| 3     | Freeladderman (40 ans)          | Équilibrisme sur échelle              |                       |                       |                       |                       |                       | Éliminé                  |
| 4     | Nathan (20 ans)                 | Slackline                             | refusé                |                       | accepté               |                       |                       | Qualifié pour la finale  |
| 5     | Hugo et Anaïs (13 et 11 ans)    | Danse                                 |                       |                       |                       |                       |                       | Éliminés                 |
| 6     | Diana Antoine (50 ans)          | Dressage                              |                       |                       |                       |                       |                       | Éliminée                 |
| 7     | Barcode Trio (26 et 29 ans)     | Barre russe                           |                       |                       |                       |                       |                       | Qualifiés pour la finale |
| 8     | Steevy Djobidjoba (44 ans)      | Danse & Humour                        | refusé                |                       |                       | refusé                |                       | Éliminé                  |
| 9     | Antonio (42 ans)                | Magie                                 |                       |                       |                       |                       |                       | Qualifié pour la finale  |
| 10    | Kenny Thomas (21 ans)           | Cascade en moto                       |                       |                       |                       |                       |                       | Qualifié pour la finale  |
| 11    | Blake Eduardo (36 ans)          | Magie                                 |                       |                       |                       |                       |                       | Éliminé                  |
| 12    | Fabienne (43 ans)               | Danse                                 |                       |                       |                       |                       |                       | Éliminée                 |
| 13    | Peter et Bambi (37 ans)         | Humour                                | refusé                | refusé                |                       | refusé                | refusé                | Éliminés                 |
| 14    | Crazy cover (22 à 25 ans)       | Imitation de styles de musique divers |                       |                       |                       |                       |                       | Éliminés                 |
| 15    | Human's (16 à 31 ans)           | Danse                                 |                       |                       |                       |                       |                       | Éliminés                 |
| 16    | Parité mon Q (25 à 49 ans)      | Chant et Humour                       |                       |                       |                       |                       |                       | Éliminés                 |
| 17    | Ivan Radev (39 ans)             | Jonglerie                             |                       |                       |                       |                       |                       | Éliminé                  |
| 18    | Michael Lee (20 ans)            | Vapotage                              | refusé                |                       |                       |                       |                       | Éliminé                  |
| 19    | Emily (16 ans)                  | Chant                                 |                       |                       |                       |                       |                       | Éliminée                 |
| 20    | Bats et Taylor (20 et 25 ans)   | Danse éléctro & contorsion            |                       |                       |                       |                       |                       | Éliminés                 |

#### 2edemi-finale: 6 décembre 2016
Dave est un juge invité mais n'a pas le droit de buzzer sauf le golden buzzer.
| Ordre | Nom (âge)                                  | Numéro                             | Buzz et choix du jury | Buzz et choix du jury | Buzz et choix du jury | Buzz et choix du jury | Buzz et choix du jury | Résultat                 |
| Ordre | Nom (âge)                                  | Numéro                             | Gilbert               | Hélène                | Dave                  | Kamel                 | Éric                  | Résultat                 |
| ----- | ------------------------------------------ | ---------------------------------- | --------------------- | --------------------- | --------------------- | --------------------- | --------------------- | ------------------------ |
| 1     | Les French Twins (Tony et Jordan) (20 ans) | Magie avec technologies numériques | [ n° 2 ]              |                       |                       |                       |                       | Qualifiés pour la finale |
| 2     | Louane et Matéo (9 et 10 ans)              | Danse                              |                       |                       |                       |                       |                       | Éliminés                 |
| 3     | Mario Espanol (22 ans)                     | Danse et acrobatie                 |                       |                       | accepté               |                       |                       | Qualifié pour la finale  |
| 4     | Jonathan Burns (34 ans)                    | Contorsion et Humour               |                       |                       |                       |                       |                       | Éliminé                  |
| 5     | Aliènette (25 ans)                         | Chant                              |                       |                       |                       |                       |                       | Qualifiée pour la finale |
| 6     | Aaron Crow (48 ans)                        | Magie et Actions dangereuses       |                       |                       |                       |                       |                       | Éliminé                  |
| 7     | Gator (34 ans)                             | Danse                              |                       |                       |                       |                       |                       | Qualifié pour la finale  |
| 8     | Keelin Ashton (30 ans)                     | Pole dance                         | refusé                |                       |                       |                       |                       | Éliminée                 |
| 9     | Tony Frebourg (34 ans)                     | Diabolo                            |                       |                       |                       |                       |                       | Éliminé                  |
| 10    | Paddy & Nico (82 et 42 ans)                | Salsa acrobatique                  |                       |                       |                       |                       |                       | Éliminés                 |
| 11    | Simon (10 ans)                             | Magie                              |                       |                       |                       |                       |                       | Éliminé                  |
| 12    | Les Bunheads (22 et 28 ans)                | Danse humoristique                 | refusé                |                       |                       |                       |                       | Éliminées                |
| 13    | Footstyle (22 à 26 ans)                    | Football                           | refusé                |                       |                       |                       |                       | Éliminés                 |
| 14    | Gabriella Zanchi (45 ans)                  | Chant lyrique                      |                       |                       |                       |                       |                       | Éliminée                 |
| 15    | Cirque la compagnie (23 a 26 ans)          | Planche coréenne et mat chinois    | refusé                |                       |                       |                       |                       | Éliminés                 |
| 16    | Pierrot Buto (37 ans)                      | Danse et Acrobatie                 | refusé                |                       |                       |                       |                       | Éliminé                  |
| 17    | Hypnoteam (25 a 36 ans)                    | Hypnose                            |                       |                       |                       |                       |                       | Éliminés                 |
| 18    | Jamylla et les Bi-Bouches (5 à 34 ans)     | Rap                                | refusé                |                       |                       |                       |                       | Éliminés                 |
| 19    | Malevo (19 a 37 ans)                       | Percussion et Danse                | refusé                |                       |                       |                       |                       | Éliminés                 |
| 20    | Franck Truong (44 ans)                     | Mentalisme                         |                       | refusé                |                       |                       |                       | Éliminé                  |

#### Finale: 13 décembre 2016
| Classement | Ordre de passage | Nom (âge)                      | Numéro                             |
| ---------- | ---------------- | ------------------------------ | ---------------------------------- |
| NC         | 1                | French twins (20 ans)          | Magie avec technologies numériques |
| NC         | 2                | Saulo Sarmiento (28 ans)       | Mât pendulaire                     |
| 3e         | 3                | Aliènette (25 ans)             | Chant                              |
| NC         | 4                | Barcode Trio (26 et 29 ans)    | Barre russe                        |
| 4e         | 5                | Kenny Thomas (21 ans)          | Cascade en moto                    |
| NC         | 6                | Gator (34 ans)                 | Danse                              |
| 1er        | 7                | Antonio (42 ans)               | Magie                              |
| 2e         | 8                | Mickaël Dos Santos (21 ans)    | Chant                              |
| NC         | 9                | Nathan Faure-Vincent (20 ans)  | Slackline                          |
| NC         | 10               | Léa (14 ans)                   | Chant lyrique                      |
| 5e         | 11               | Jessie & Vivien (24 et 26 ans) | Danse & tricking                   |
| Forfait    | -                | Mario Espanol (22 ans)         | Danse & acrobatie                  |

## Audiences

### La France a un incroyable talent
| Épisode | Date de diffusion                          | Audience moyenne          | Audience moyenne | Références        |
| Épisode | Date de diffusion                          | Nombre de téléspectateurs | PDM              | Références        |
| ------- | ------------------------------------------ | ------------------------- | ---------------- | ----------------- |
| 1       | Mardi 25 octobre 2016 (auditions jour 1)   | 3 962 000                 | 16,6 %           | [ 4 ]             |
| 2       | Mardi 1er novembre 2016 (auditions jour 2) | 3 926 000                 | 16,1 %           | [ 5 ]             |
| 3       | Mardi 8 novembre 2016 (auditions jour 3)   | 3 994 000                 | 16,9 %           | [ 6 ]             |
| 4       | Mardi 15 novembre 2016 (auditions jour 4)  | 3 391 000                 | 14,7 %           | [ 7 ]             |
| 5       | Mardi 22 novembre 2016 (auditions jour 5)  | 3 398 000                 | 14,7 %           | [ 8 ]             |
| 6       | Mardi 29 novembre 2016 (1re demi-finale)   | 2 969 000                 | 13,3 %           | [ 9 ]             |
| 7       | Mardi 6 décembre 2016 (2e demi-finale)     | 3 269 000                 | 14,9 %           | [ 10 ]            |
| 8       | Mardi 13 décembre 2016 (finale)            | 3 549 000                 | 16,4 %           | [réf. nécessaire] |

Légende :
- Plus hauts chiffres d'audience
- Plus bas chiffres d'audience

### Évolution des audiences
| Épisode | Date de diffusion                     | Audience moyenne          | Audience moyenne | Références |
| Épisode | Date de diffusion                     | Nombre de téléspectateurs | PDM              | Références |
| ------- | ------------------------------------- | ------------------------- | ---------------- | ---------- |
| 1       | Mardi 25 octobre 2016 (22:50-00:00)   | 1 940 000                 | 17,1 %           | [ 11 ]     |
| 2       | Mardi 1er novembre 2016 (22:50-00:00) | 1 690 000                 | 16,2 %           | [ 12 ]     |
| 3       | Mardi 8 novembre 2016 (22:50-00:00)   | 1 700 000                 | 16,3 %           | [ 13 ]     |
| 4       | Mardi 15 novembre 2016 (22:50-00:00)  |                           |                  |            |
| 5       | Mardi 22 novembre 2016 (22:50-00:00)  |                           |                  |            |
| 6       | Mardi 29 novembre 2016 (22:50-00:00)  |                           |                  |            |
| 7       | Mardi 6 décembre 2016 (22:50-00:00)   |                           |                  |            |
| 8       | Mardi 13 décembre 2016 (22:50-00:00)  |                           |                  |            |

Légende :
- Plus hauts chiffres d'audience
- Plus bas chiffres d'audience